# 顾姓
顾姓为漢姓之一，在《百家姓》中排名第93位，在中國大陆姓氏人口排行第88位（2006年数据）。

## 寻根溯源

### 顾姓来源有三
1、北顾后代认东瓯王安朱为一世祖，认安朱的侄子驺摇为二世祖，曰顾氏者，夏裔有封顾伯者，子孙以国为氏，海宁顾氏其裔也；惟谓顾伯之后，周时世王东瓯，传闻异词，未可深信，大抵王既贵显，故族类多援之耳。——清代施元孚
2、出自己姓昆吾氏。据《元和姓纂》和《唐书·宰相世系表》等所载，夏朝时昆吾氏有子孙被封于顾国（今河南范县东南），称顾伯，为侯国。成汤伐顾，顾灭，子孙散亡，以邑为氏。
3、出自他族改姓。满洲姓伊尔根觉罗氏自礼部尚书顾八代始，子孙以顾为氏；裕固族顾令氏，汉姓为顾；锡伯族郭尔佳氏（亦作顾尔佳氏），汉姓为顾；今蒙古、壮、回等民族均有此姓。

### 得姓始祖
南顾后代认越王摇为始祖。摇为越王勾践十三世孙。上古时代，大禹死后葬在会稽（今浙江绍兴），夏帝少康后来把庶子無餘封在会稽主持禹的祭祀，并在该地建立了越国。春秋末年时，越国常与吴国发生战争，公元前四百九十四年，吴王夫差灭掉越国，越王勾践卧薪尝胆，刻苦图强，最终战胜吴国并成为霸主。经秦至汉，下传勾践十三世孙摇，摇曾担任过分布在今福建北部和浙江南部地区的闽越首领，因助汉灭项羽有功，于汉惠帝三年受封为东海王。后来摇封自己的次子为顾余侯，子孙留居会稽，其支庶子孙以封爵为氏，称顾姓。他们尊摇为得姓始祖。
曰顾氏者，夏裔有封顾伯者，子孙以国为氏，海宁顾氏其裔也；惟谓顾伯之后，周时世王东瓯，传闻异词，未可深信，大抵王既贵显，故族类多援之耳。——清代施元孚

## 繁衍播迁
综上所述，顧姓分为两支：一为北顾（指发祥于河南范县的顾伯后裔），一为南顾（指发祥于江苏吴县的顾摇后裔），顾姓在得姓以后，北顾发展不及南顾。
春秋战国时期，两支顾姓发展缓慢。资料表明，南顾得姓后不久，就成为会稽一带大姓，兩汉六朝时，与陆、朱、张合称为会稽（今苏州吴县）四姓。汉时，有会稽大孝子顾翱，因母喜食菱白，而徙居太湖湖畔。至南朝梁时，会稽人顾欢是著名征士，其子孙后迁金华，又由金华迁居天台，发展成为强宗大姓。当地的一些山水地名，如顾儒岭、欢溪等，皆是由他而来。由于顾姓主要发源和发展于会稽，所以在历史上会稽（今苏州吴县）也被当作顾姓的著名郡望之一。此外，这支顾姓中后来又有人西迁武陵（今苏州吴县），此“武陵”即指苏州或苏州武陵溪一带地区，与湖南古武陵郡无涉，武陵也因此被尊为顾姓的另一大郡望。
三国至唐代，顾姓一直是江东四大姓之一。唐以后，由于官职调迁，避兵火之乱等原因，顾姓不断地向南北各地播迁。明初洪武年间，顾姓作为明朝洪洞大槐树迁民姓氏之一，被分迁于河北、河南、山东、安徽、江苏等地。有资料表明，明代中叶时，顾姓不仅分布于安徽、湖北、湖南、福建、广东、四川等地，而且在北方的山东、山西、陕西、河北、内蒙等地也有顾姓人居住。明末至清中叶时，有闽粤之顾姓渡海赴台，进而播迁海外。一九四九年，國民政府退守台湾，则有不少江蘇及浙江顧姓人随往。
但是，综观顾姓家族史，从古至今，顾姓的发展繁衍中心却一直在今江苏、浙江一带。如今，顾姓在全国分布甚广，尤以江苏、浙江等省为多，上述两省之顾姓约占華人地區汉族顾姓人口的百分之六十。

## 郡望堂号
顾姓在长期的繁衍播迁过程中，形成如下郡望
：
1、会稽郡，秦治在吴县（今江苏苏州），汉顺帝时移治山阴（今浙江绍兴）；
2、武陵堂，此“武陵”即指苏州或苏州武陵溪一带地区，与湖南古武陵郡无涉。
堂号：“会稽”、“三绝”、“惇叙”、“怀远”、“裕昆”、“永思”、“格思”、“凝薇”、“忠考”、“武陵”等。

## 延伸阅读
[在维基数据编辑]
 《百家姓》
 《欽定古今圖書集成·明倫彙編·氏族典·顧姓部》，出自陈梦雷《古今圖書集成》